# Дойчер, Исаак
Исаа́к До́йчер (англ. Isaac Deutscher; иногда Дейчер,  3 апреля 1907, Хшанув, Австро-Венгрия, ныне в составе Польши — 19 августа 1967, Рим, Италия) — польский и британский историк и публицист, автор книг по истории и социологии, биограф Льва Троцкого и Иосифа Сталина, специалист по проблемам Советского Союза и ВКП(б).

## Биография
Исаак Дойчер родился в религиозной еврейской семье среднего достатка Якова Дойчера и Густавы Йоллес в городе Хшанув близ Кракова в Западной Галиции. В детстве занимался с хасидским ребе, однако затем стал атеистом (как утверждал сам Дойчер, он проверил истинность веры и разуверился, употребив некошерную пищу на могиле цадика (праведника) в Йом-Кипур).
Первоначально получил известность как подающий надежды молодой поэт; с 16 лет печатал свои стихи в польских литературных изданиях. Стихи Дойчера, написанные на идише и польском, касались польской и еврейской истории, мифологии и мистицизма; таким образом, он пытался проложить мост между двумя культурами. Кроме того, также занимался переводами с идиша, латинского, немецкого и древнееврейского языков на польский.
Учился в Ягеллонском университете в Кракове. В 18 лет он выехал из Кракова в Варшаву и поступил в Варшавский университет, где изучал философию и политэкономию. В это же время Дойчер становится марксистом. В 1926 году он вступил в запрещённую Польскую коммунистическую партию и выступил в качестве редактора партийной прессы.
В 1931 году посещал Советский Союз, где получил от Московского государственного университета предложение занять должность преподавателя истории социализма и научного коммунизма. Однако Дойчер отказался и вернулся к подпольной работе в Польше.
В 1932 году он решительно выступил против сталинской политики в руководстве Коминтерна. В особенности Дойчер осуждал теорию и практику, рассматривавшую социал-демократию в качестве «социал-фашизма» и первостепенного врага коммунистического движения, усматривая в приверженности такому курсу одну из важнейших причин, приведших к поражению компартию Германии в борьбе против Гитлера. В своей статье «Угроза варварства в Европе» (1933) он ратовал за формирование единого фронта коммунистов и социал-демократов против нацизма.
Поскольку Дойчер перешёл в ряды троцкистов, он тут же был исключён из компартии Польши (официально за «преувеличение угрозы нацизма»). Сам он писал впоследствии о себе как о «первом коммунисте, изгнанном из польской Компартии за антисталинизм». Хотя Дойчер и стал одним из виднейших польских троцкистов, с 1938 года он дистанцировался от официального троцкизма, не одобряя решения Троцкого основать Четвёртый Интернационал.
В апреле 1939 года, незадолго до оккупации Польши нацистской Германией, Дойчер эмигрировал в Лондон. Его жизнь была спасена, но он уже больше никогда не смог вернуться в Польшу и повидать кого-либо из своих родственников. В Лондоне Дойчер, изучив английский язык, писал статьи для газеты еврейской эмиграции из Польши, а также стал корреспондентом влиятельного издания The Economist. Будучи членом Польской социалистической партии, в эмиграции он некоторое время входил в троцкистскую Революционную рабочую лигу (Revolutionary Workers League).
В 1940 году в Шотландии добровольцем вступил в польскую армию, однако вскоре был интернирован как опасный подрывной элемент. Освободившись в 1942 году, он вернулся в The Economist в качестве эксперта по Советскому Союзу и европейской политике, а также стал писать для The Observer. После войны он порвал с политическим троцкизмом (оставаясь при этом сторонником Троцкого) и занялся научной деятельностью.

## Труды
Предметом особого изучения Дойчера были проблемы СССР и коммунистического движения. Одним из первых он попытался проанализировать явление сталинизма. Дойчер написал объёмистую политическую биографию Сталина («Stalin: A Political Biography»), где, в отличие от многих «сталиноведов», выясняет реальные истоки становления, формирования и развития Сталина как революционера, политика и личности. Он исследует генезис сталинизма, показывает его объективные и субъективные причины и высказывает некоторые соображения о путях преодоления сталинизма как извращения марксистско-ленинской теории. Благодаря написанию политической биографии Сталина Дойчер стал считаться передовым специалистом по истории русской революции.
Главным трудом Дойчера стало фундаментальное исследование о Льве Троцком, состоящее из трёх томов — «Вооружённый пророк» (1954), «Разоружённый пророк» (1959) и «Изгнанный пророк» (1963). Трилогия, изданная в Лондоне в 1954—1963 годах, основана на детальном изучении архива Троцкого при Гарвардском университете, в том числе «закрытой секции» архива, к которой Дойчер был допущен с разрешения вдовы Троцкого Н. И. Седовой (1882—1962); при этом далеко не все материалы он мог использовать в своей работе, так как официально эта часть архива была рассекречена лишь в 1980 году. Сокращённый русский перевод части второго и третьего томов, выполненный историком-американистом Н. Н. Яковлевым, вышел в Москве в 1991 году под названием «Троцкий в изгнании». Полный перевод всех трёх томов появился в 2006 году в издательстве «Центрполиграф».
По утверждению Дэвида Норта, «героический образ Троцкого, который возник на страницах незаурядной биографической трилогии Исаака Дойчера… оказал значительное влияние на целое поколение радикализированной молодёжи в 1960-е годы».
После написания биографий Сталина и Троцкого Дойчер рассчитывал начать работу над исследованием о Ленине, но не успел этого сделать.
Дойчер также является автором книги «Россия после Сталина» (1953), целого ряда исторических и социологических исследований, множества статей. После войны он активно выступал с позиций марксистского гуманизма (философские эссе «О социалистическом человеке», «On Socialist Man»).
Дойчеру принадлежит знаменитая фраза (приписываемая Черчиллю) из статьи о Сталине в Энциклопедии Британника:

В основе причудливого культа лежали несомненные сталинские достижения. Он был создателем плановой экономики; он получил Россию, пашущую деревянными плугами, и оставил её оснащённой ядерными реакторами; и он был «отцом победы».
Оригинальный текст (англ.) Underlying the bizarre cult were Stalin's indubitable achievements. He was the originator of planned economy; he found Russia working with wooden plows and left it equipped with atomic piles; and he was «father of victory»
— Encyclopaedia Britannica. London, 1965. Vol. 21. P. 303

## Основные работы
- Soviet Trade Unions (1950).
- Russia After Stalin (Россия после Сталина) (1953).
- Russia, What Next? (1953).
- The Prophet Armed. Trotsky: 1879—1921 (Вооруженный пророк. Троцкий: 1879—1921) (1954).
- Heretics and renegades: and other essays (1955).
- Russia in transition, and other essays (1957).
- The Prophet Unarmed. Trotsky: 1921—1929 (Разоруженный пророк. Троцкий: 1921—1929) (1959).
- Great contest: Russia and the West (1960).
- The Prophet Outcast. Trotsky: 1929—1940 (Изгнанный пророк. Троцкий: 1929—1940) (1963).
- Stalin: A Political Biography (Сталин: политическая биография) (1966).
- The Unfinished Revolution: Russia 1917—1967 (лекции Дж. М. Тревельяна) (1967).
- Non-Jewish Jew and other essays (ред. Т. Дойчер) (1968).
- An Open Letter to Władysław Gomułka and the Central Committee of the Polish Workers Party (1968).
- Russia, China, and the West 1953—1966 (ред. Ф. Халлидей) (1970).
- Marxism in our time (отредактировано Тамарой Дойчер) (1971).
- Marxism, Wars, and Revolutions: essays from four decades (ред. Т. Дойчер) (1984).

### Работы, изданные на русском языке
- Дойчер И. Троцкий в изгнании / Пер. с англ. Н. Н. Яковлева. Послесл. и коммент. Н. А. Васецкого. — М.: Политиздат, 1991. — 590 с. — 150 000 экз. — ISBN 5-250-01472-0.
- Хобсбаум Э. Эхо «Марсельезы». / Дойчер И. Незавершённая революция / Пер. с англ. Агальцева Н. Г. — М.: Интер — Версо; Международные отношения, 1991. — 272 с. — ISBN 5-85217-007-0[7]
- Дойчер И. Троцкий. Вооруженный пророк. 1879—1921 / Пер. с англ. Т. М. Шуликовой. — М.: Центрполиграф, 2006. — 527 с. — ISBN 5-9524-2147-4.
  - Фрагменты:
  - Исаак Дойчер. Троцкий в Октябрьской революции. Scepsis. Дата обращения: 10 июля 2025.
  - Исаак Дойчер. Драма Брест-Литовска. Scepsis. Дата обращения: 10 июля 2025.
- Дойчер И. Троцкий: безоружный пророк, 1921—1929. Пер. с англ. Л. А. Игоревского. — М.: Центрполиграф, 2006. — 495 с. — ISBN 5-9524-2155-5
- Дойчер И. Троцкий: изгнанный пророк, 1929—1940. Пер. с англ. А. С. Цыпленкова. — М.: Центрполиграф, 2006. — 526 с. — ISBN 5-9524-2157-1
- Исаак Дойчер. Послание нееврейского еврея.
- Исаак Дойчер. 1984: мистицизм жестокости.
- Исаак Дойчер. Пастернак и календарь революции.